# NTT西日本-九州
株式会社NTT西日本-九州（エヌティティにしにほん-きゅうしゅう）は、かつて存在した西日本電信電話（NTT西日本、大阪市）の子会社。福岡県福岡市に本社を置いていた。電気通信設備関係や工事関係などで、発足当初は北部九州3県を管轄していたが、2008年7月1日、NTT西日本のグループ再編により3社を吸収合併し、九州・沖縄全域を管轄地域とした。
2013年10月1日、他のNTT西日本の地域会社などとともにNTT西日本-東海へ吸収合併され、NTTビジネスソリューションズ株式会社となった。

## 事業内容
- 電気通信設備に関る設備提案、設計、工事、保守、交換局管理、コンサルティング及び設備・品質管理。IP電話を担当
- 西日本電信電話株式会社等からの問い合わせ、注文受付、販売業務等の受託等

なお、インターネット接続サービスについては、グループの事業再編により、NTTコミュニケーションズのOCNに統合された。

## 担当地域
九州・沖縄の全県。なお、2008年の合併前の管轄は以下の通りであった。
- 直轄：福岡県（豊前市、築上郡吉富町・上毛町を除く）、佐賀県及び長崎県
- 旧NTT西日本-中九州：熊本県、大分県及び福岡県のうち豊前市、築上郡吉富町・上毛町
- 旧NTT西日本-南九州：鹿児島県及び宮崎県
- 旧NTT西日本-沖縄：沖縄県

## 事業拠点
- 本社：〒812-0013 福岡県福岡市博多区博多駅東3-2-28
- 支社：沖縄（旧沖縄本社）
- 事業部：北九州、佐賀、長崎、熊本（旧中九州本社）、大分、宮崎、鹿児島（旧南九州本社）